# Farouk Chiali
Farouk Chiali, né le 7 juillet 1945 à Tlemcen, est un homme politique algérien. Il est nommé ministre des Travaux publics en septembre 2013 et ministre des Travaux publics et des Transports en janvier 2020.

## Biographie
Bac Mathématiques Elémentaires
Ingénieur en Génie Civil (Ecole Polytechnique Fédérale de Lausanne -SUISSE)
Promotion 1976.
EXPÉRIENCE PROFESSIONNELLE:
-Juin 2020 - Février 2021 : Ministre des Travaux Publics.
-Janv. - Juin 2020 : Ministre des Travaux Publics et des Transports.
-2013 - 2014 : Ministre des Travaux Publics.
-2007 - 2013 : Directeur Général de la Caisse Nationale d’Équipement pour le Développement.
-2003 - 2007 : Chargé d’Études et de Synthèse au Ministère des Travaux Publics puis
au Ministère des Finances.
-1996 - 2003 : Directeur des Routes au Ministère des Travaux Publics.
-1990 - 1996 : Chargé d’Études et de Synthèse du Ministre de l’Équipement.
-1987 - 1990 : S/Directeur des Études et de la Recherche Appliquée, de la Formation
et de l’Informatique au Ministère des Travaux Publics.
-1981 - 1987 : Directeur des Travaux à Oran (Société Algérienne d’Études
d’Infrastructures –SAETI).
-1980 - 1981 : Directeur Général Adjoint et Directeur Technique (Société d’Études
Techniques d’Oran).
-1976 - 1979 : Ingénieur d’Études puis chef de projet à la SAETI.